# Савватеевское муниципальное образование
Савватеевское муниципальное образование — упразднённое сельское поселение в составе Ангарского района Иркутской области.
Административный центр — село Савватеевка .
Образовано в соответствии с законом Иркутской области от 16 декабря 2004 года № 105-ОЗ «О статусе и границах муниципальных образований Ангарского района Иркутской области». Этим же нормативным актом были определены состав и границы муниципалитета. 
Законом Иркутской области от 10 декабря 2014 года № 149-ОЗ 1 января 2015 года муниципальное образование «город Ангарск», Мегетское муниципальное образование, Одинское муниципальное образование и Савватеевское муниципальное образование объединены в Ангарский городской округ.

## Границы
Согласно закону «О статусе и границах муниципальных образований Ангарского района Иркутской области»

«…Исходной точкой границы муниципального образования служит пересечение с р. Еловка в квартале 35 Шелеховского лесничества СибВО. От пересечения р. Еловка с кварталом 35 Шелеховского лесничества СибВО граница идет вниз по р. Еловка до пересечения с восточной границей квартала 76 Мегетского лесничества Китойского лесхоза. Далее в северо-западном направлении по юго-восточным границам кварталов 75, 74, 73, 72, 71, 70 Мегетского лесничества до пересечения с кварталом 43 Одинского лесничества Китойского лесхоза. Далее граница идет в западном направлении по южной границе квартала 45 Одинского лесничества, затем в северном направлении вдоль западных границ кварталов 44, 41, 38 Одинского лесничества до пересечения с кварталом 30. Далее в северо-западном направлении вдоль квартала 30 до пересечения с кварталом 29 Одинского лесничества. Затем в юго-западном направлении вдоль кварталов 29, 36, 37 Одинского лесничества. Далее вдоль западной границы квартала 37 до пересечения с р. Ода и вниз по р. Ода до квартала 20 лесничества. Далее в западном направлении вдоль границы квартала 20 до квартала 59 Одинского лесничества. От восточного угла квартала 59 на юго-востоке по границе с землями Радиоцентра до северо-восточного угла кварталов 71 Одинского лесничества и далее на северной границе кварталов 71, 70 лесничества до юго-западного угла квартала 59. Затем по очертанию южной границы квартала 59 до его восточного угла. Далее по южной и юго-восточной границе квартала 59 до северо-западного угла квартала 71, огибая территорию чересполосного участка „Черный ключ“ с запада. Затем граница идет по восточной и юго-восточной границе квартала 71 лесничества, гранича с южной оконечностью территории Радиоцентра, и далее с территорией ЗАО „Савватеевское“. Затем граница продолжается по южной границе кварталов 71, 70, 69, 68, 67 Одинского лесничества, юго-восточной и восточной границам кварталов 85, 99, 104, 118, 129, 149 Одинского лесничества. От южной точки квартала 149 граница поворачивает на северо-запад по юго-западной границе кварталов 149, 128, 127, 114, 93, 92, 91 Одинского лесничества Китойского лесхоза до пересечения с автодорогой Ангарск -Тальяны. Далее граница идет в юго-западном направлении по автодороге Ангарск — Тальяны до границы квартала 132 Одинского лесничества, затем в северо-западном направлении по границам кварталов 132, 121, 106, 105 Одинского лесничества до границы Ангарского муниципального образования. Далее в южном, затем юго-западном и далее в восточном направлениях по границе Ангарского муниципального образования до исходной точки описания.».

## Населенные пункты
В состав муниципального образования входили населенные пункты:
- Новоодинск
- Звёздочка
- Савватеевка